# Alfrēds Kalniņš
Alfrēds Bruno Jānis Kalniņš (født 23. august 1879 i Wenden i Guvernement Livland, død 23. december 1951 i Riga i Lettiske SSR) var en lettisk komponist, organist, pædagog, musikkritiker og dirigent; grundlæggeren af den nationale lettiske opera. Kalniņš huskes hovedsagligt for sin nationale opera Baņuta fra 1920.
Kalniņš fik klaver- og violinundervisning i en tidlig alder, og gik på musikskole i Riga. Han gik ofte i teatret i Riga, hvor han kunne lytte til operaer og koncerter. Han blev bekendt med komponist og organist Oskars Šepskis (1850–1914), som gav ham privatundervisning.
Fra 1897 til 1901 studerede han orgel og komposition på Sankt Petersborg Konservatorium. Efter et kort ophold i Riga, som han benyttede til at skrive en serie af sange, accepterede han en stilling som organist ved Sankt Nikolaikirken i Pernau i 1903.  Kalniņš gav også musiklektioner på den lokale latinskole og dirigerede skolens kor. I Pernau fødtes hans søn Jānis Kalniņš i 1904, der senere også blev komponist.
Kalniņš opholdt sig i Pernau indtil 1911, hvor han tog en stilling som organist ved Sankt Annekirken i Libau, hvor han også dirigerede den lokale musikforenings kor. Bortset fra kirketjeneste, spillede han også orgelkoncerter og var involveret i restaureringen af kirkens orgel.
Efter 1. verdenskrigs udbrud faldt Libau i 1915 i hænderne på tyskerne. Kalniņš flygtede til Dorpat, hvor han arbejdede som organist og dirigent og gav privat musikundervisning. Da Dorpat i 1918 også faldt i hænderne på tyskerne, vendte han tilbage til Libau. I 1919 accepterede han en stilling som leder af musikafdelingen i det nyoprettede lettiske undervisningsministerium, og han blev også formand for musikrådet i Riga, hovedstaden i det nyligt uafhængige Letland. Desuden fungerede han som organist i Sankt Jakobkirken, som i dag er Sankt Jakob-katedralen, skrev kritik og dirigerede Letlands Universitets studenterkor. I 1926 fungerede han som chefdirigent på den 6. Lettisk Sang og Dans Festival.
I 1927–33 boede han i New York, hvor han arbejdede som organist, spillede koncerter og gav musikundervisning. I 1933 vendte Kalniņš tilbage til Riga, hvor han overtog stillingen som organist ved Riga Domkirke. Mellem 1944 og 1948 var han rektor for Letlands Musikakademi, hvor han også gav orgelundervisning. I 1948 gik han på pension, og han døde tre år senere.